# Vest-Finnmark
Vest-Finnmark er et distrikt som omfatter den vestlige del af Finnmark fylke i Norge. Området domineres af Porsangerfjorden og Porsangerhalvøen, men inkluderer også Alta og øerne i Lopphavet.
Vest-Finnmark som distrikt har i alt 39.468 indbyggere (1. juli 2007) og et areal på 14.014 kvadratkilometer, fordelt på de 8 kommuner Alta, Loppa, Hasvik, Hammerfest, Kvalsund, Måsøy, Nordkapp og Porsanger. Disse kommuner har etableret et interkommunalt samarbejde i regionsrådet for Vest-Finnmark, med undtagelse af Porsanger som i stedet har valgt at samarbejde med de to kommuner på Finnmarksvidda i et eget regionsråd for Midt-Finnmark. De 3 byer i distriktet er Alta, Hammerfest og Honningsvåg.